# Eramala
Eramala es una ciudad censal situada en el distrito de Kozhikode en el estado de Kerala (India). Su población es de 34658 habitantes (2011). Se encuentra a 56 km de Kozhikode.

## Demografía
Según el censo de 2011 la población de Eramala era de 34658 habitantes, de los cuales 15858 eran hombres y 18800 eran mujeres. Eramala tiene una tasa media de alfabetización del 94,85%, superior a la media estatal del 94%: la alfabetización masculina es del 97,47%, y la alfabetización femenina del 92,68%.